# سان دبليو. أور جونيور
سان دبليو. أور جونيور (بالإنجليزية: San W. Orr, Jr.)‏ هو شخصية أعمال ومحامي أمريكي، ولد في 22 سبتمبر 1941 في ماديسون في الولايات المتحدة، وتوفي في 30 سبتمبر 2014 في ليك توماهوك في الولايات المتحدة.

## وصلات خارجية
- سان دبليو. أور جونيور على موقع إن إن دي بي (الإنجليزية)